# Potamogeton × spathulatus
Potamogeton × spathulatus là một loài thực vật có hoa lai ghép trong họ Potamogetonaceae. Loài này được Schrad. ex W.D.J.Koch & Ziz miêu tả khoa học đầu tiên năm 1814.